# 江蘇ヒュージホース
江蘇ヒュージホース（ジャンスーヒュージホース）は、中華人民共和国江蘇省無錫市を本拠地とする中国野球リーグのチーム。中文表記は江蘇鉅馬棒球隊。

## 概要
日本の千葉ロッテマリーンズ、韓国のロッテ・ジャイアンツと業務提携を結んでいる。
元々は北京五輪代表候補育成のために、球団を首都体育大学が管轄し、北京市を本拠に「中国ホープスターズ（中国希望之星）」として発足したチーム。発足年の2005年は北京・天津・河南省・福建省・江蘇省・甘粛省などから選抜された若手選手を主体として韓国籍の選手・コーチも数名所属していた。江蘇移転後は、それらの選手の大半が地元チームへと戻って所属。現在は他チームと同様に地元江蘇省出身の選手が中心となっている。
ロッテより派遣された佐藤兼伊知が監督として、園川一美がコーチとしてそれぞれ2009年まで在籍。2010年からは荘勝雄が派遣され1年間監督に就任した。
旧本拠球場は北京豊台球場（両翼97.5m、センター121m、観客席3200席、当時北京タイガースと共用、1990年完成）。
現本拠地の無錫棒球運動訓練基地は、その名の通り野球のために建設されたスポーツセンターで、球場2面に屋内練習場・宿舎を完備した中国随一の規模と設備を持つ施設である。
2023年以降は頻繁に韓国遠征を行い、韓国の独立リーグである京畿道リーグや韓国プロ野球(KBO)球団の二軍などと練習試合を行なっている。

## 沿革
- 2005年　中国ホープスターズ（中国希望之星）として、中国野球リーグに新たに加盟。
- 2006年　2006年シーズンから本拠地を北京市から江蘇省無錫に移転、チーム名を江蘇ホープスターズに変更。
- 2014年　2014年から、チーム名を江蘇ペガサスに変更。
- 2016年　2016年から、チーム名を江蘇ヒュージホースに変更。

## 主な在籍選手
投手
- 3  周熙然
- 5  吳安俊
- 8  鄭超群
- 13  王唯一
- 14  陳佳豪
- 16  居澔羽
- 18  張胤梵
- 19  朱松軍
- 26  黄照翔
- 38  趙富陽
- 39  黎凝佶

捕手
- 1  欒臣臣
- 10  経輝
- 36  李孝煬

内野手
- 15  王立子
- 20  曹杰
- 21  王磊
- 23  劉建鑫
- 27  李旗
- 47  陳晨
- 52  杜曉磊

外野手
- 6  林柯禹
- 40  伏文龍
- 48  黄張鑫
- 51  朱旭東
- 63  王寧
- 68  王濤

## 過去に在籍した主な選手
投手
- 卜濤
- 郭有華
- 李宏瑞
- 孫国強
- 黄権
- 高健
- 張想

野手
- 劉雅卿
- 国濤
- 楊洋
- 張伏佳
- 李濤
- 張凡
- 張小天
- 褚夫佳
- 余尭
- 陸毅
- 陳浩
- 陳彪
- 王剛

## 過去に在籍した外国籍選手
投手
- 李俊
- 李龍昊　（兼任コーチ）
- 金弘集　（兼任コーチ）
- 礒恒之　（兼任コーチ）
- 竹清剛治　（兼任コーチ）

野手
- 呉永賜
- 黄善澤
- 原井和也　（兼任コーチ）
- 岡村秀
- 玄在潤
- ショーン・スローター